# Ana Štěrba-Böhm
Ana Štěrba-Böhm (roj. Jenko), slovenska kemičarka, * 9. junij 1885, Ljubljana, † 22. julij 1936, Praga.
Ana Štěrba-Böhm je bila prva Slovenka z doktoratom znanosti iz kemije in z opravljenim glavnim doktorskim rigorozom iz kemije in fizike (1911, Karlova univerza v Pragi, Češka republika).

## Zgodnje življenje in izobrazba
Rodila se je v Ljubljani v ugledni družini izobražencev materi Tereziji Mariji Lenče (1858–1938), poročeni Jenko, ter očetu Ludviku (Ljudevitu) Jenku, ki je končal študij medicine na Dunaju leta 1869. Terezija Jenko se je izobraževala pri Uršulinkah v Ljubljani in na Bavarskem, eno leto je preživela tudi v Moskvi. Možu je asistirala v ordinaciji, zakonca pa sta se tudi aktivno udeleževala kulturnega življenja kot zagovornika panslavizma. Imela sta šturi otroke, ki so vsi pridobili višjo izobrazbo, poleg Ane je znana zlasti njena starejša sestra Eleonora, ki je postala prva slovenska zdravnica.
O Anini zgodnji izobrazbi ni ohranjenih veliko podatkov; kot izredna dijakinja naj bi obiskovala prvo gimnazijo v Ljubljani, kar je bila edina pot za neposreden vpis na univerzo, saj takrat deklet niso sprejemali kot rednih dijakinj v gimnazijah. Po končani srednji šoli je leta 1906 vpisala študij filozofije na Filozofski fakulteti tedanje Univerze Karla Ferdinanda (zdaj Karlova univerza v Pragi). V vpisnem listu je izjavila, da je pred tem obiskovala tudi visokošolska predavanja za ženske na Univerzi v Sankt Peterburgu.
Pet semestrov je bila izredna, nato pa redna študentka. Med njenimi učitelji so bili Bohuslav Brauner (teoretična in fizikalna kemija), Bohumil Kužma (anorganska kemija) in njen kasnejši mož Jan Stanislav Štěrba-Böhm (zgodovina kemije), v njenem urniku pa so bili zapisani tudi mineralogija, eksperimentalna fizika, matematika, zgodovina filozofije, češčina in nemščina. Poletni semester 1911 je verjetno porabila za pripravo doktorske disertacije o ločevanju in določanju treh organskih kislin: jantarne, jabolčne in vinske. Naslov njene disertacije je bil »Studie o stanovení a dělení kyselin: jantarové, jablečné a vinné« (Študija o določanju in delitvi kislin: jantarne, jabolčne in vinske).
22. julija 1911 je prejela doktorat Filozofske fakultete v Pragi po glavnih ustnih izpitih (rigorozumih) iz kemije in fizike ter stranskem iz filozofije. Dosežek je bil omenjen v več takratnih slovenskih časopisih in ji prinesel status prve Slovenke z doktoratom iz naravoslovja.

## Kasnejše življenje
Ana Jenko se je konec leta 1912 v Ljubljani poročila z Janom Stanislavom Štěrba-Böhmom (1874–1938), tedanjim docentom in kasnejšim rednim profesorjem na Karlovi univerzi v Pragi. Jan Stanislav Štěrba-Böhm je študiral na Univerzi v Parizu pod Henrijem Moissanom in Pierrom ter Marie Curie na prelomu stoletja in kasneje doktoriral na praški univerzi. Verjetno je on uredil, da se je Ana pri Marie Curie tudi izpopolnjevala. Vendar ona po poroki ni nadaljevala z lastnimi raziskavami, namesto tega je asistirala možu pri njegovi študiji lastnosti skandija. V članku, ki ga je Jan S. Štěrba-Böhm leta 1914 objavil v reviji Zeitshrift für Electrochemie und Angewandte Physikalische Chemie, po navadi tistega časa kot ženska ni navedena kot soavtorica na naslovni strani moževega članka, temveč le kot sodelavka, ki je skupaj z avtorjem članka opravila znanstveno delo, predstavljeno v vestniku.
Jan Stanislav Štěrba-Böhm je bil v letih 1928–1929 dekan naravoslovne fakultete Karlove univerze v Pragi. Imela sta sina Jana Petra Štěrba-Böhma (1914–1942), ki se je rodil 14. avgusta v Celovcu na avstrijskem Koroškem in je prav tako kot mama Ana znanstveno sodeloval z očetom ter pod njegovim mentorstvom leta 1937 tudi doktoriral. Ana Štěrba-Böhm je umrla za rakom 22. julija 1936 v Pragi in je pokopana na tamkajšnjem pokopališču Vinohrady. Njen mož je umrl dve leti kasneje.